# HD252519
HD252519 — хімічно пекулярна зоря спектрального класу
A1 й має видиму зоряну величину в смузі V приблизно  9,4.

## Пекулярний хімічний вміст
Зоряна атмосфера HD252519 має підвищений вміст 
Cr
.